# Skirlany
Skirlany (lit. Skirlėnai; pol. hist. Skierlany) – wieś na Litwie, w okręgu wileńskim, w rejonie wileńskim, w gminie Sużany.

## Historia
W Rzeczypospolitej Obojga Narodów leżały w województwie wileńskim, w powiecie wileńskim. Były własnością prywatną.
W XIX i w początkach XX w. położone były w Rosji, w guberni wileńskiej, w powiecie wileńskim, w gminie Niemenczyn. W 1889 miejscowość liczyła 78 mieszkańców, zamieszkałych w 8 budynkach, wyłącznie katolików. Po I wojnie światowej pod administracją polską, w Zarządzie Cywilnym Ziem Wschodnich. W latach 1920–1922 w składzie Litwy Środkowej.
Od 11 kwietnia 1922 leżały w Polsce, w województwie wileńskim, w powiecie wileńsko-trockim, w gminie Niemenczyn. W 1931 miejscowość liczyła 126 mieszkańców, zamieszkałych w 21 budynkach.
Po II wojnie światowej w granicach Związku Sowieckiego. Od 1991 na niepodległej Litwie.

## Religia
Znajduje tu się rzymskokatolicka kaplica filialna parafii św. Feliksa de Valois w Sużanach. Powstała ona w 1999 w prywatnym domu ofiarowanym przez właścicieli.

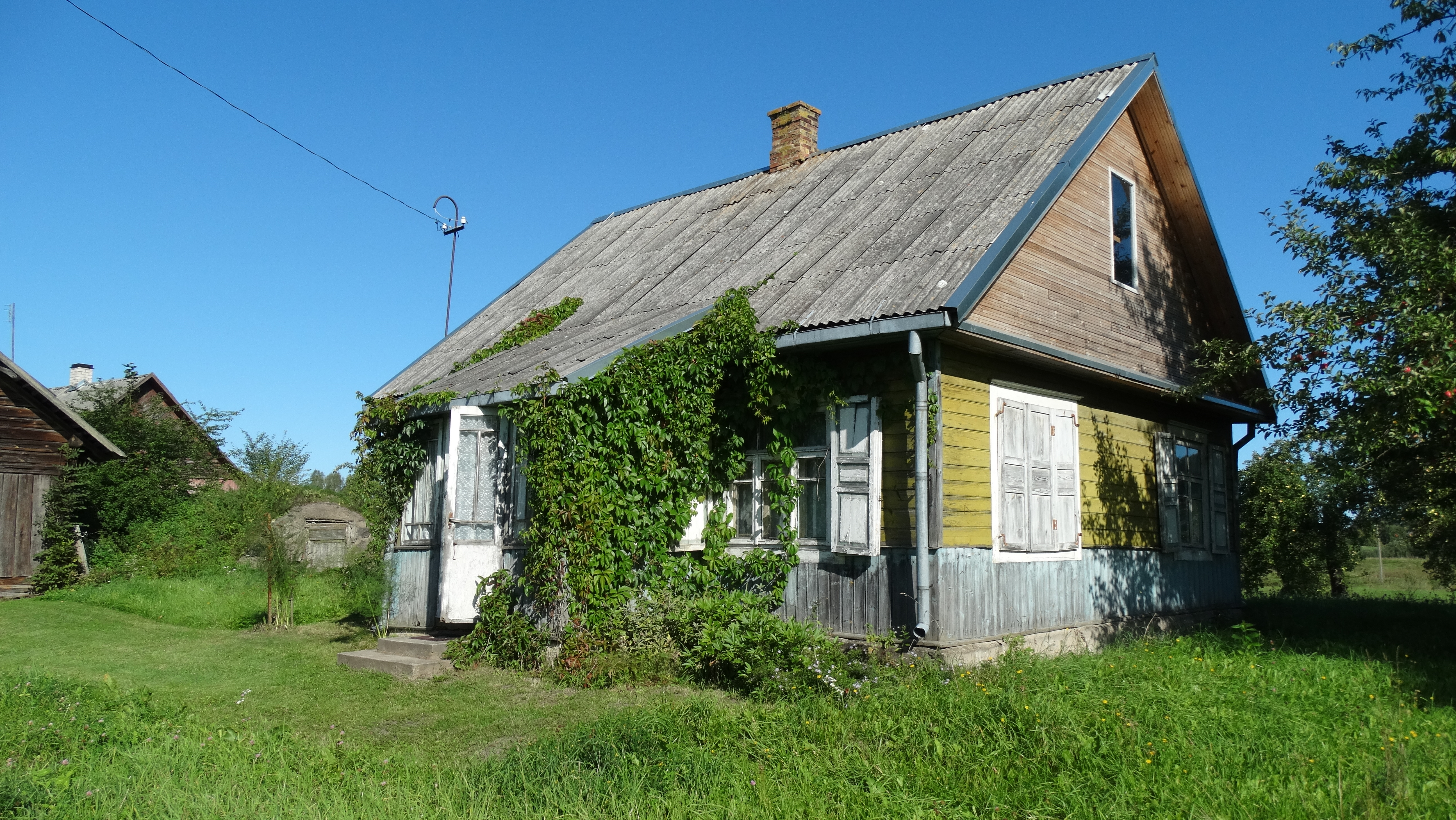
kaplica w Skirlanach
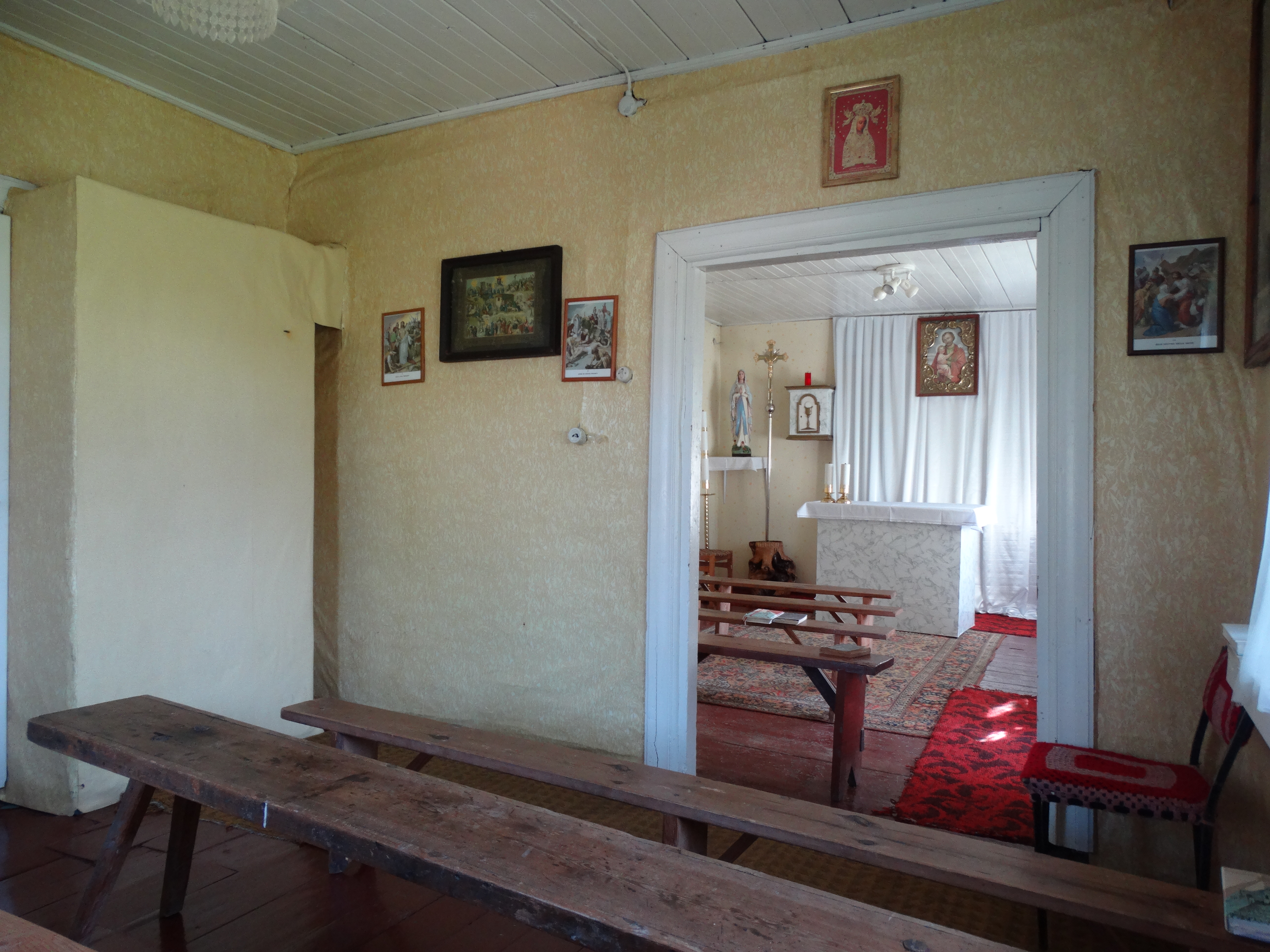
kaplica w Skirlanach